# Arthur Walcott
Arthur Walcott (Londres, 1857 – 1934) foi um ator britânico da era do cinema mudo.

## Filmografia selecionada
- The Woman Wins (1918)
- Not Negotiable (1918)
- A Son of David (1920)
- Unmarried (1920)
- Kissing Cup's Race (1920)
- A Sportsman's Wife (1921)
- The Other Person (1921)
- The Loudwater Mystery (1921)
- The Uninvited Guest (1923)
- The Lady Owner (1923)
- Shadow of Egypt (1924)
- Somebody's Darling (1925)
- London Love (1926)